# نبی‌ها

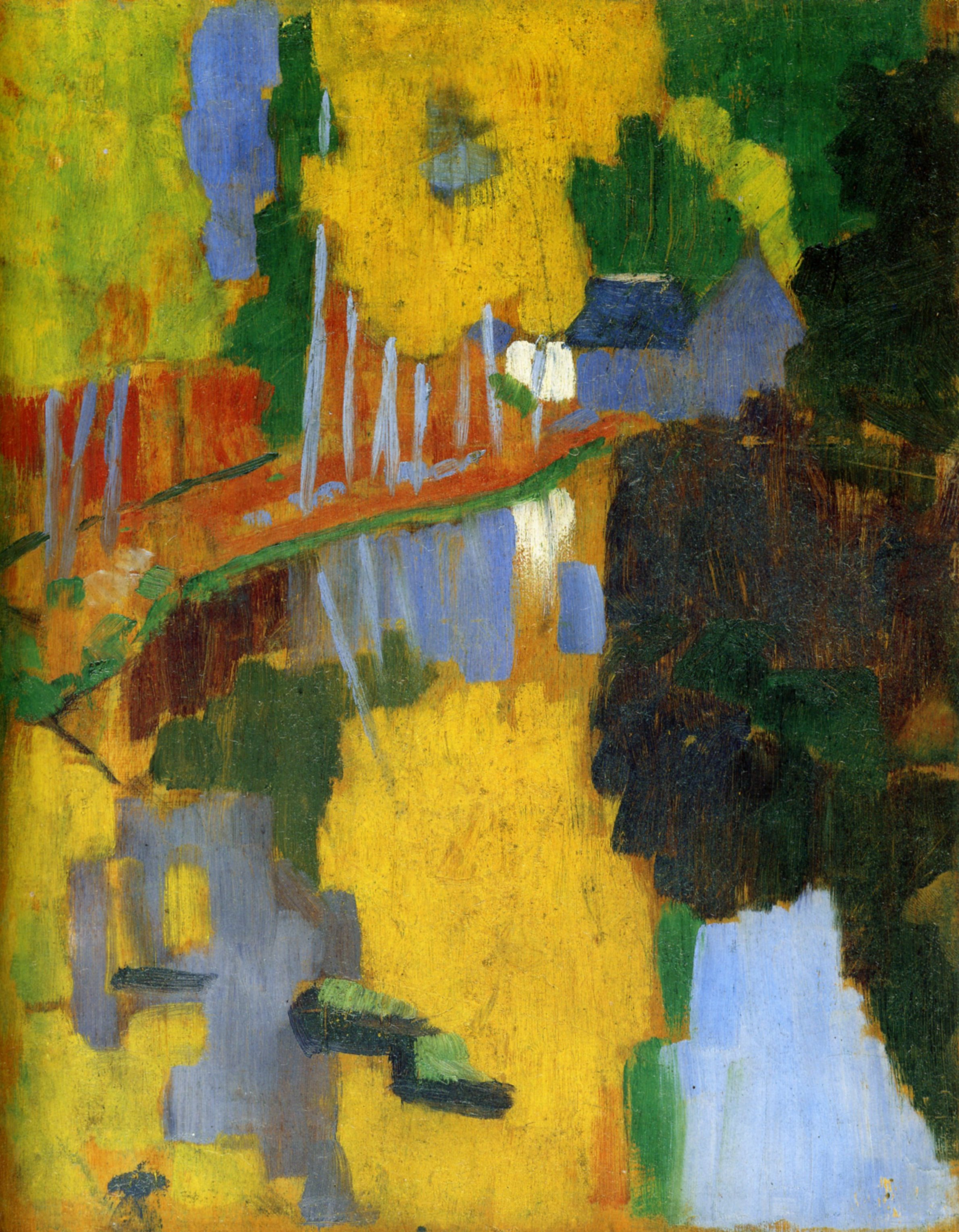
طلسم، پل سروزیه، ۱۸۸۸. موزه اورسی، پاریس.

نبی‌ها (به فرانسوی: Les Nabis) گروهی از هنرمندان پسادریافتگر و تصویرسازان پاریسی بودند که از سال ۱۸۸۱ تا ۱۸۸۹ فعالیت داشتند و در زمینه گرافیک تأثیر بسیاری گذاشتند. تأکید نبی‌ها بر طرح، نقطهٔ مشترک آن‌ها با جنبش موازییشان یعنی هنر نو بود. هر دو گروه همچنین روابط نزدیکی با نقاشان نمادگرا داشتند. هستهٔ اصلی نبی‌ها را پیر بنار، کر خاویر روسل، فلیکس والتون، موریس دنیس و ادوار وویار تشکیل می‌دادند.

## لغت شناسی
گروه نبی ها نام خود را از کلمه‌ی عبری نبیم (به عبری: Nebiim) یا همان پیامبران گرفته است. این نام را یک شاعر و زبانشناس به نام کازالیس در سال ۱۸۸۸ میلادی، به دلیل استفاده‌ی این هنرمندان از شیوه گوگن به مثابه تذهیب مذهبی پیش نهاد. کازالیس شباهت میان هنرمندان نبی ها با پیامبران مذهبی را اینگونه تشبیه کرد که همانطور که پیامبران، سرزمین اسراییل را در هربار جانی دوباره بخشیدند، هنرمندان نبی‌ها نقاشی را با تمهیداتی جدید (همچون پیامبران هنر مدرن) احیا کردند.

## نگارخانه

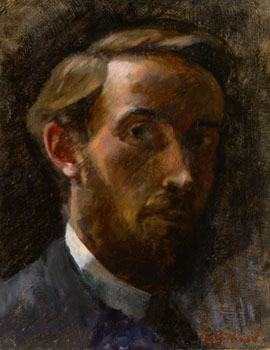
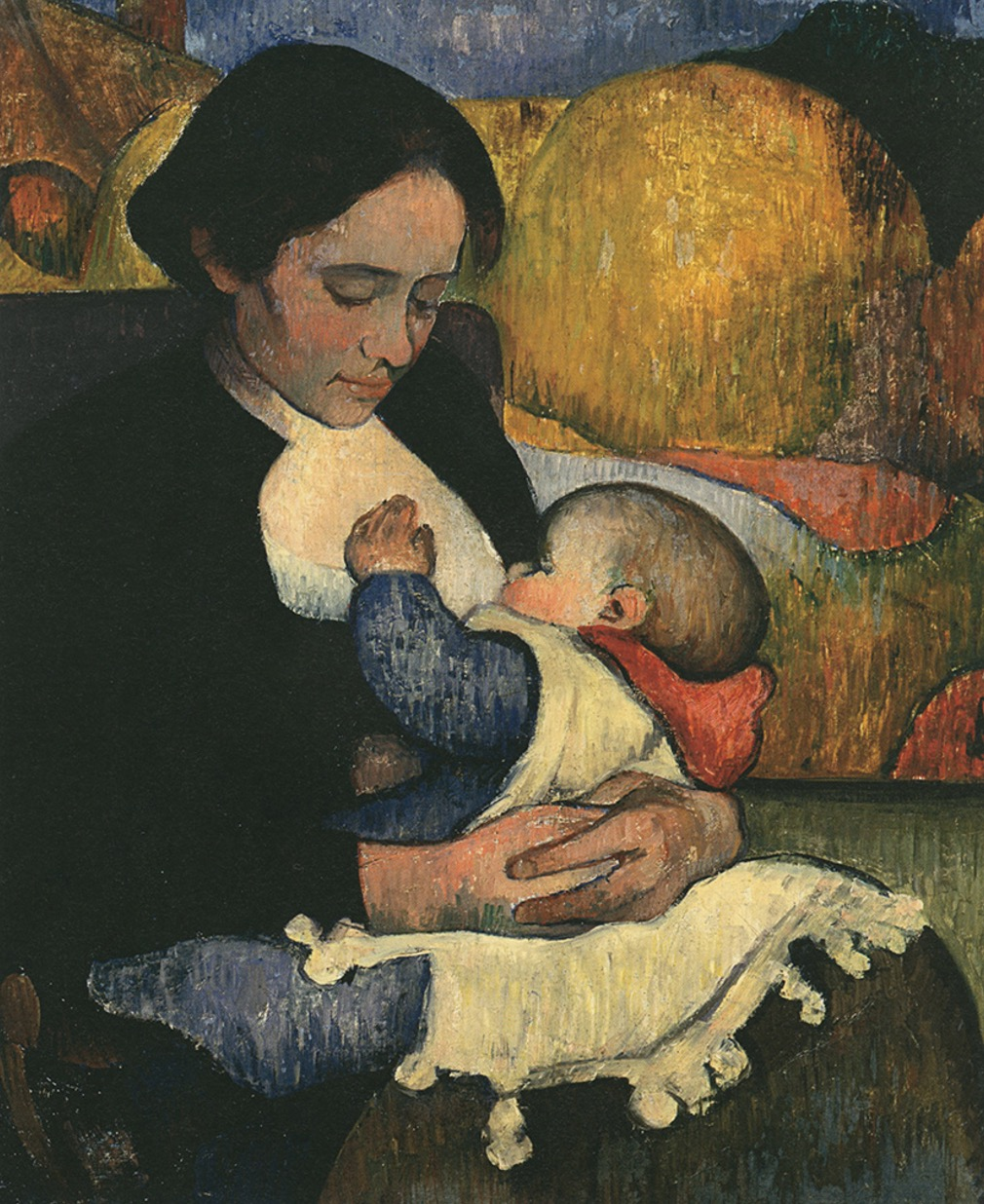
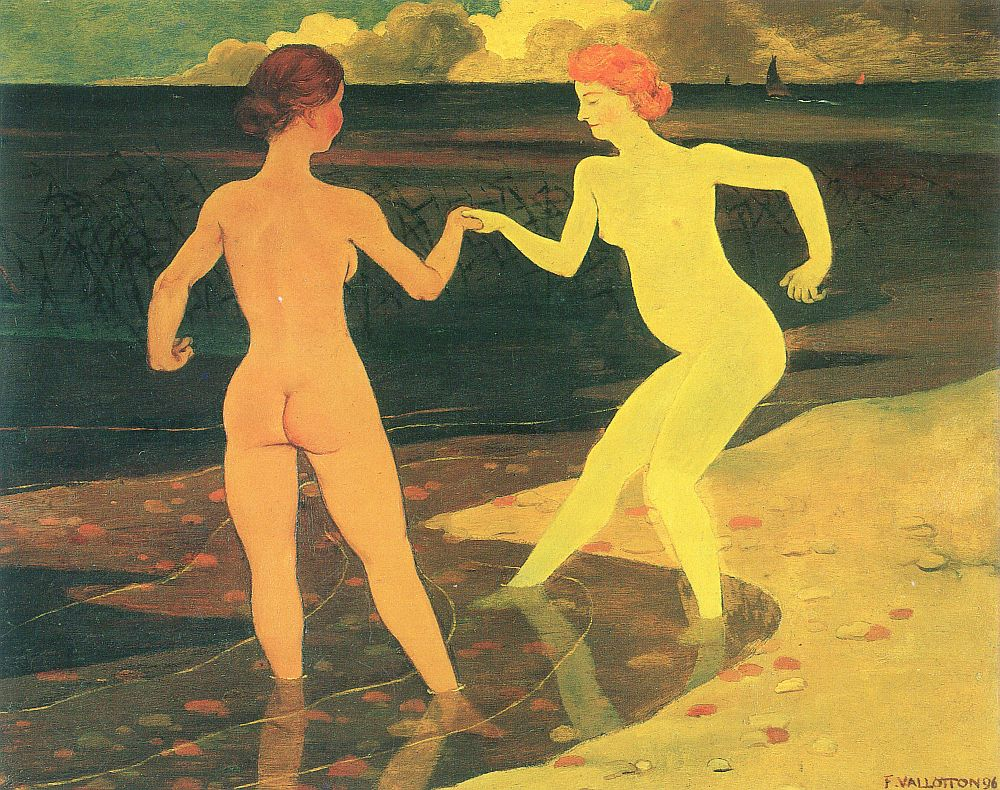
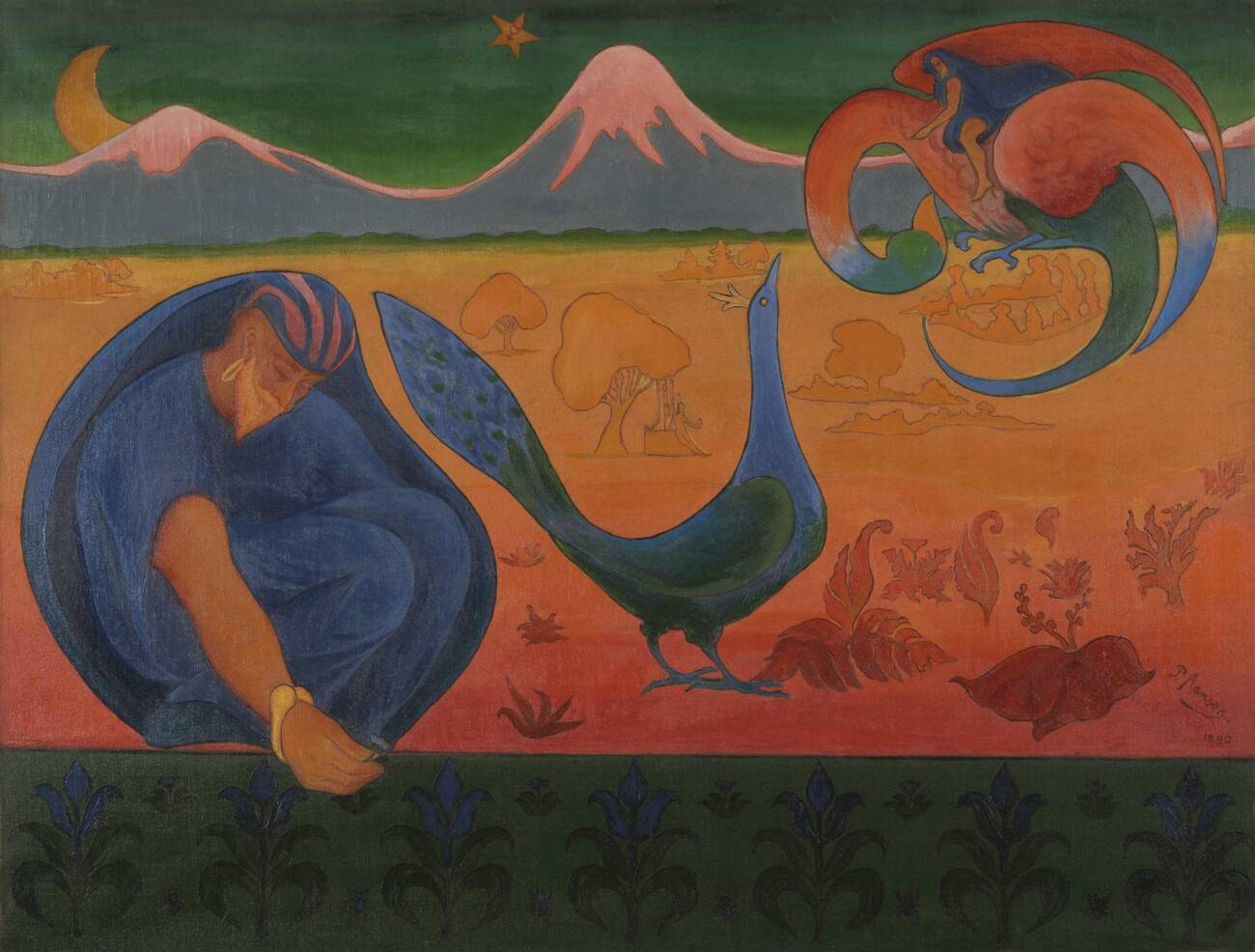
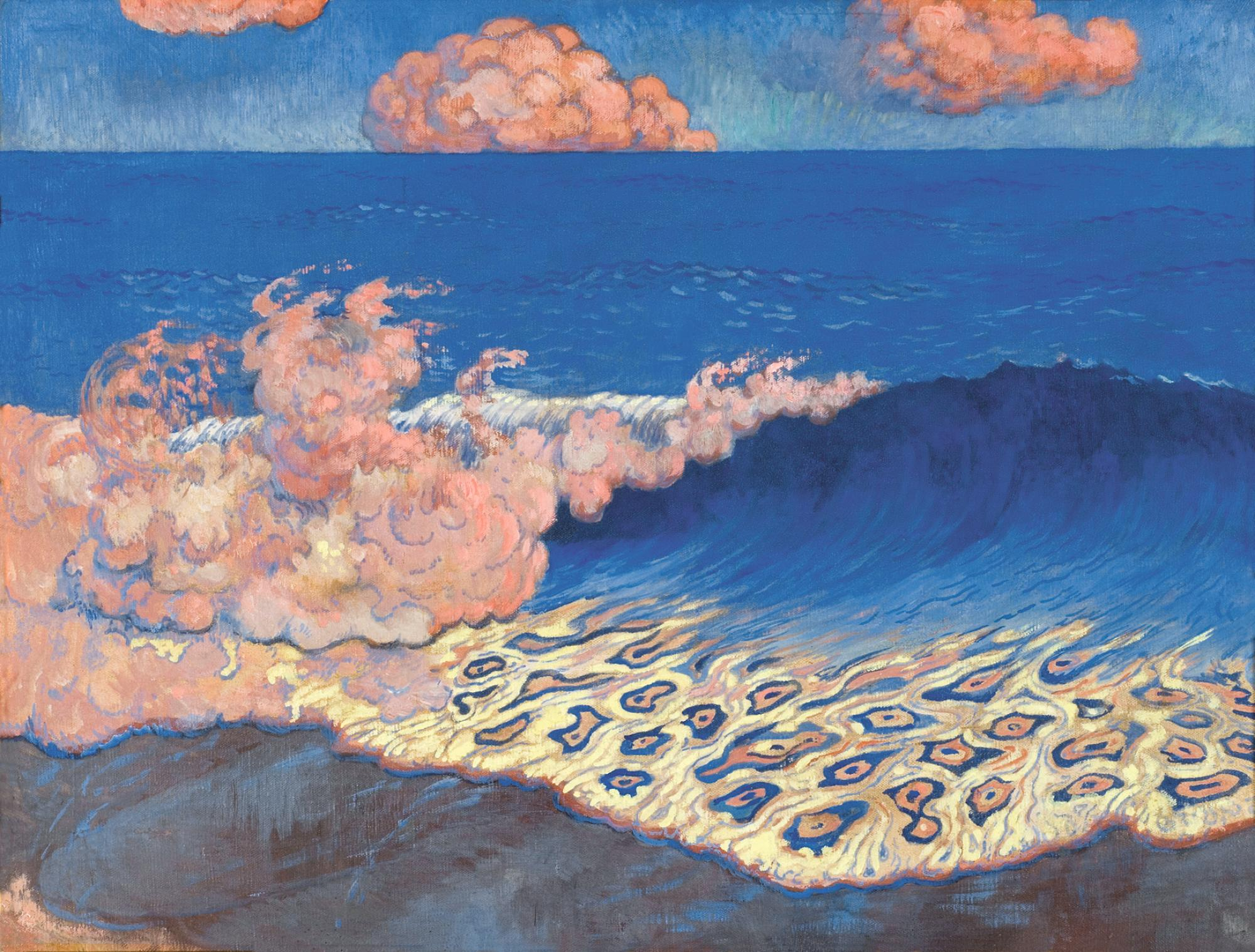
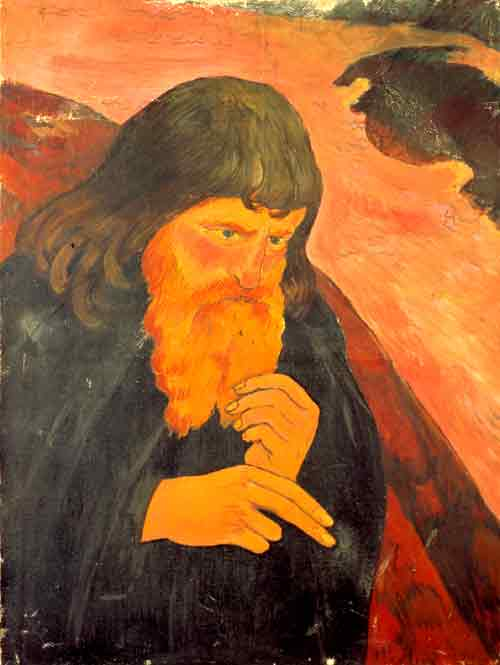
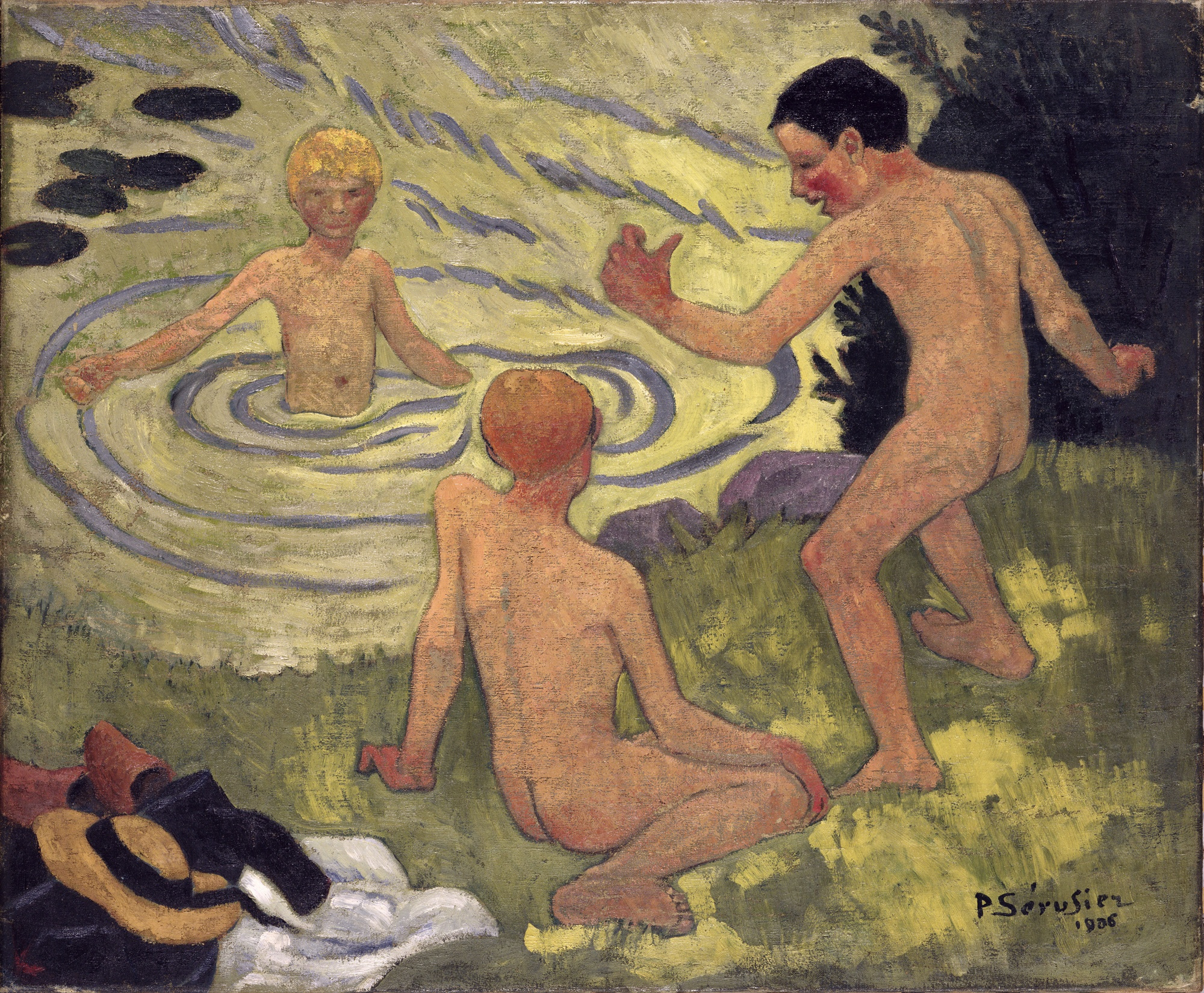